# کریم‌آباد (سقز)
کریم‌آباد(به کردی: کەریماوا، Kerîmawa) روستایی از توابع بخش زیویه در شهرستان سقز است که در استان کردستان ایران قرار دارد.

## جمعیت
این روستا در دهستان صاحب واقع شده و براساس سرشماری سال ۱۳۸۵، جمعیت آن ۳۷۹ نفر (۷۵ خانوار) بوده‌است.